# Cyathea dombeyi
Cyathea dombeyi är en ormbunkeart som först beskrevs av Nicaise Augustin Desvaux, och fick sitt nu gällande namn av David Bruce Lellinger. Cyathea dombeyi ingår i släktet Cyathea och familjen Cyatheaceae. Inga underarter finns listade.